# Título de obra de arte

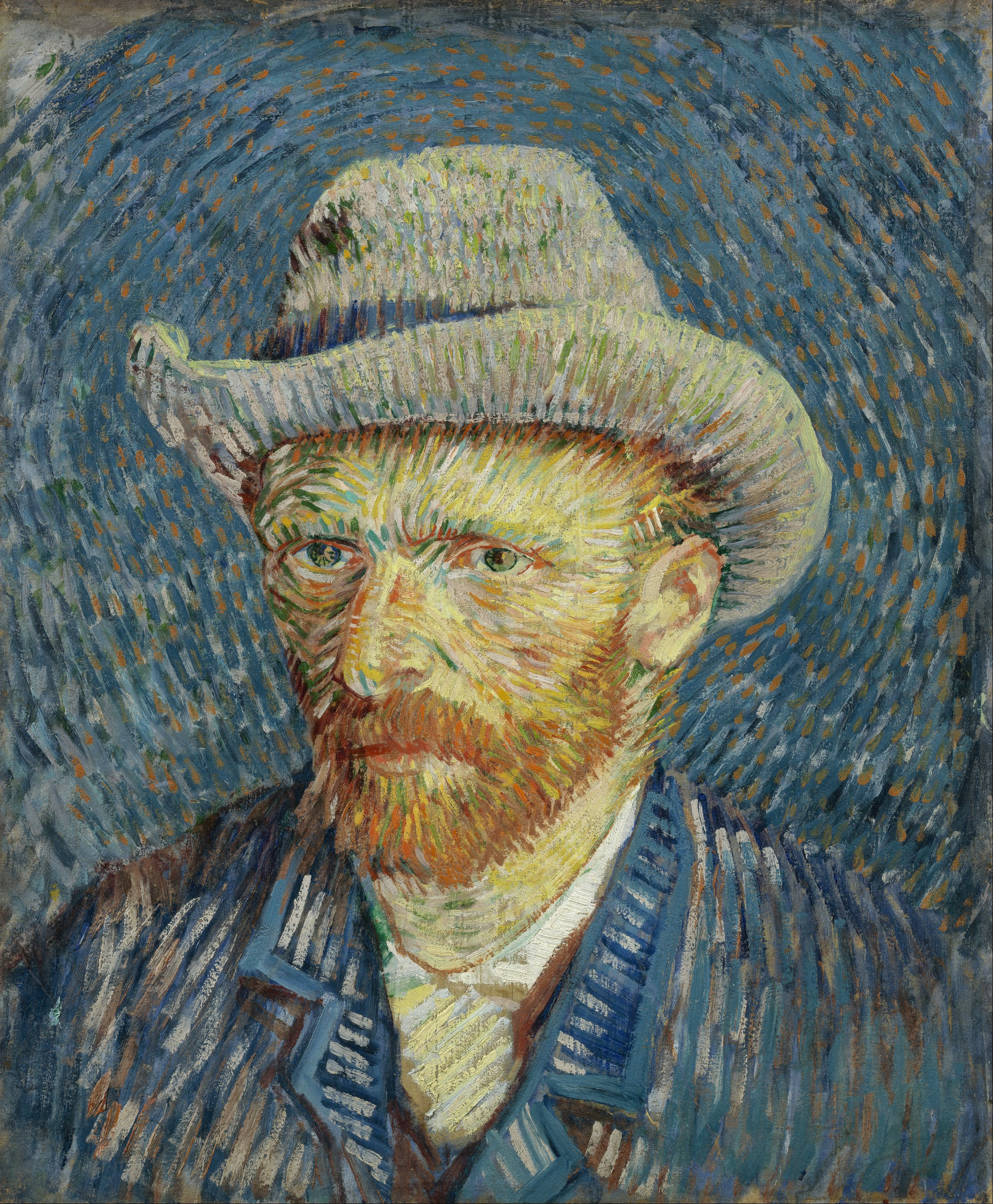
Autorretrato com chapéu de feltro cinza, de Vincent van Gogh, um título descritivo

Um título de obra de arte é uma palavra ou uma frase usada para identificar e distinguir determinada obra de arte de outras. Esses títulos podem ser descritivos, indicando o conteúdo ou o tema da obra, ou então podem ser mais abstratos e abertos a diferentes interpretações. Os nomes de obras podem ser atribuídos pelos próprios artistas, por curadores ou até mesmo por terceiros, além de serem capazes de afetar sua recepção e interpretação.

## História e curadoria
Atribuir um título a obras de arte era uma prática relativamente rara em civilizações antigas. Contudo, costumava-se inscrever-lhes por epigrafia, como um titulus, a assinatura do artista ou o assunto da peça. Durante a Idade Média, as obras de arte religiosas eram frequentemente intituladas em razão da iconografia de figuras ou eventos bíblicos retratados na peça.
Modernamente, os títulos de obra de arte são muitas vezes escolhidos pelo artista, mas também o podem ser por galerias, colecionadores privados, gravadores ou curadores, sendo esse processo histórico o tema de um livro de Ruth Yeazell [en]. Além disso, o onomasticista Adrian Room [en] compilou um dicionário enciclopédico nessa área.
Algumas obras de arte tiveram seus nomes de exposição em museu alterados devido ao surgimento de novas pesquisas sobre história da arte, ou então para evitar que se fizesse uso de um nome ofensivo ou pejorativo. Instituições de curadoria também costumam ser responsáveis pela tradução do título de uma obra de arte para um ou mais idiomas. Uma vez que ter um título é considerado o padrão para obras modernas, algumas podem ser designadas como "sem título" (por fontes secundários ou pelo próprio artista, em uma escolha consciente) e, às vezes, também recebem um nome entre parênteses para maior clareza.

## Crítica de arte
O título de uma obra de arte pode ter um impacto significativo tanto em sua recepção, quanto em sua interpretação estética [en] por parte do público e da crítica, assim como também pode ser um aspecto importante da visão geral do artista para a obra, particularmente no caso da arte abstrata. Alguns artistas optam por intitular suas obras com uma frase descritiva simples, a exemplo de "Retrato de uma mulher" ou "Paisagem com árvores". Outros artistas, no entanto, podem usar títulos de cárater mais abstrato ou simbólico, como O grito ou A persistência da memória. Em alguns casos, esse título pode ser uma citação ou uma homenagem a outra obra de arte ou de literatura. Por outro lado, a literatura ecfrástica comumemente reaproveita o título de uma obra de arte.
A escolha do título de uma obra de arte, semelhantemente à declaração do artista, pode-lhe ser uma decisão altamente pessoal, bem como também pode refletir sua própria interpretação ou intenções para a obra. Também pode servir como uma forma de o artista envolver-se com o espectador, convidando-o a analisar o trabalho por uma perspectiva específica. Filosoficamente, Jacques Derrida comparou o título de uma obra de arte a um parergon [en] e considerou-o semelhante a um simulacro. O filósofo francês Jean-Luc Nancy adotou uma abordagem semelhante. O título de uma obra de arte é parte integrante de sua identidade e pode influenciar sobremaneira sua recepção e interpretação pelo público, como observou Arthur Danto. Danto, um crítico de arte, fez um experimento mental envolvendo um mural abstrato, o qual recebeu o nome da primeira ou da terceira lei de Newton. Contudo, os títulos podem ser mais impactantes na interpretação de algumas obras do que outras. Descritivo ou abstrato, o título de uma obra de arte pode ser um elemento crucial do processo artístico.